# James Obiorah
James Chibuzor Obiorah (ur. 24 sierpnia 1978 w Lagos) – piłkarz nigeryjski grający na pozycji prawego lub ofensywnego pomocnika, a czasami napastnika.

## Kariera klubowa
Obiorah pochodzi z dawnej stolicy Nigerii, Lagos. Jego pierwszym piłkarskim klubem w karierze był Kwame Bombers, grający w 1994 roku w 2. lidze nigeryjskiej. W barwach tego klubu zadebiutował w profesjonalnym futbolu w wieku niespełna 16 lat. W 1995 roku przeszedł do jednego z najbardziej utytułowanych klubów w kraju, Enyimba FC. W klubie z miasta Aba zadebiutował w nigeryjskiej ekstraklasie w wieku 16 lat i już w debiucie zdobył gola. Po 3 miesiącach rozgrywek był na czele tabeli strzelców, a w dalszej części kontynuował swoją skuteczność i ostatecznie został królem strzelców pierwszej ligi stając się najmłodszym graczem w historii Nigerii, który tego dokonał. Z Enyimbą zajął 11. miejsce w lidze.
W tym samym roku po Młodzieżowych Mistrzostwach Afryki podpisał wstępny kontrakt z RSC Anderlecht (miał także wiele innych ofert). Do Brukseli przeniósł się po skończonym sezonie w Nigerii. W rundzie wiosennej Eerste Klasse poszło mu całkiem nieźle i zdobył 4 gole w 13 meczach i z Anderlechtem wywalczył wicemistrzostwo Belgii. W sezonie 1996/1997 zagrał w 17 meczach zespołu i zdobył 2 gole, ale Anderlechtowi w lidze nie poszło najlepiej i zajął w niej dopiero 4. pozycję. Sezon 1997/1998 Obiorah absolutnie nie mógł zaliczyć do udanych. Na boiskach pierwszej ligi nie zagrał ani minuty i cały sezon spędził w rezerwach stołecznego klubu. Nie znalazł uznania w oczach kolejnych trenerów klubu – René Vandereyckena i Arie Haana i w pierwszej części sezonu 1998/1999 także nie zagrał żadnego meczu.
Zimą 1999 odszedł z klubu i został zawodnikiem szwajcarskiego Grasshoppers Zurych. Zagrał w 2 meczach pierwszej ligi, w których wychodził na boisko jako rezerwowy. Z klubem z Zurychu wywalczył wicemistrzostwo Szwajcarii oraz dotarł do finału Pucharu Szwajcarii, w którym przegrał z kolegami klubowymi z drużyną Lausanne-Sports 0:2. W Szwajcarii spędził także kolejny sezon. W drużynie "Koników Polnych" zagrał w 12 meczach ligowych i zajął z nią 4. miejsce w lidze. W Zurychu pozostał także na rundę jesienną sezonu 2000/2001, ale nie zagrał ani minuty w szwajcarskiej ekstraklasie.
W zimowym oknie transferowym Obiorah wyjechał aż do stolicy Rosji, Moskwy. Został wtedy graczem jednego z czołowych zespołów kraju, Lokomotiwu Moskwa. W Rosyjskiej Premier Lidze zaimponował skutecznością i w 2001 roku zdobył 14 goli w 25 meczach grając w ataku, co przyczyniło się do wywalczenia przez Lokomotiw wicemistrzostwa Rosji. Z Lokomotiwem zdobył też Puchar Rosji. W fazie grupowej Ligi Mistrzów wystąpił w 5 meczach Lokomotiwu, który zajmując 3. miejsce za Realem Madryt i Romą awansował do Pucharu UEFA, z którego odpadł jednak po dwóch porażkach z Hapoelem Tel Awiw. Na koniec roku został uznany najlepszym obcokrajowcem w lidze rosyjskiej. W 2002 roku także był czołowym zawodnikiem Lokomotiwu. W lidze zagrał w 22 meczach i zdobył w niej 5 goli. Ze względu na to, iż Lokomotiw oraz CSKA Moskwa zgromadziły równą liczbę punktów potrzebny był dodatkowy mecz o mistrzostwo Rosji, który piłkarze Lokomotiwu wygrali 1:0 (Obiorah grał pełne 90 minut). W Lidze Mistrzów także dał pokaz swojej wysokiej formy. W pierwszej fazie grupowej zdobył ładnego gola przeciwko Barcelonie (1:3) i swoją postawą pomógł w dalszym awansie do drugiej fazy. W drugiej fazie Obiorah również zdobył ładną bramkę przeciwko renomowanemu rywalowi – gol w zremisowanym 2:2 meczu z Realem Madryt. Jednak już na początku 2003 roku przyplątała mu się kontuzja mięśnia i od tego czasu zaczęły się problemy Jamesa w rosyjskim zespole. Po rehabilitacji po kontuzji został wysłany do rezerw, ale potem oskarżono go o nieprofesjonalne zachowanie i zarzucano mu, że nie chciał wrócić do składu pierwszej drużyny. Efektem tego było rozwiązanie kontraktu z Obiorahem w maju 2003.
Latem 2003 Obiorah przeszedł za darmo do beniaminka Segunda División, Cádiz CF. Podpisał z tym klubem roczny kontrakt z opcją przedłużenia na kolejny rok po sezonie. W klubie z Kadyksu rozegrał 17 meczów i zdobył 2 gole – w wygranym 2:0 wyjazdowym meczu z UD Las Palmas oraz przegranym 1:2 wyjazdowym z Levante UD. W marcu 2004 James wrócił do Rosji, do Lokomotiwu i podpisał z moskiewskim zespołem 2-letni kontrakt. Przez cały sezon pojawił się na boisku 15 razy i zdobył 1 gola (w wygranym wyjazdowym meczu z Ałaniją Władykaukaz) i przyczynił się do zdobycia drugiego w karierze mistrzostwa Rosji.
W styczniu 2005 z powodu słabej formy został wypożyczony na 6 miesięcy do grającego w Ligue 2 Chamois Niortais FC. Tam odzyskał formę i na w drugiej lidze francuskiej zdobył 4 gole w 12 meczach i zaliczył też kilka asyst, ale nie pomogło to klubowi z Niort, gdyż spadł do 3. ligi. Latem wrócił do Lokomotiwu, ale został wystawiony na listę transferową. Był na testach w Sparcie Rotterdam, ale nie podpisał kontraktu z holenderskim klubem, lecz z austriackim Grazerem AK. Z klubem tym podpisał roczny kontrakt z opcją przedłużenia na kolejny rok. W T-Mobile Bundeslidze zadebiutował 10 września w przegranym wyjazdowym meczu z SV Pasching. Nie imponował formą i rozegrał raptem 5 meczów ligowych oraz jeden w Pucharze UEFA z RC Strasbourg. Po sezonie, latem 2006 Obiorah był na testach w ukraińskim Metaliście Charków, ale jednak ponownie został piłkarzem Niort FC, grającym z powrotem w Ligue 2.
| Sezon   | Klub                | Kraj       | Rozgrywki                            | Mecze | Bramki |
| ------- | ------------------- | ---------- | ------------------------------------ | ----- | ------ |
| 1994    | Kwara Bombers       | Nigeria    | 2. liga Nigerii                      | ?     | ?      |
| 1995    | Enyimba FC          | Nigeria    | Premier League (NGA)                 | ?     | ?      |
| 1995/96 | RSC Anderlecht      | Belgia     | Eerste Klasse                        | 13    | 4      |
| 1996/97 | RSC Anderlecht      | Belgia     | Eerste Klasse                        | 17    | 2      |
| 1997/98 | RSC Anderlecht      | Belgia     | Eerste Klasse                        | 0     | 0      |
| 1998/99 | RSC Anderlecht      | Belgia     | Eerste Klasse                        | 0     | 0      |
| 1998/99 | Grasshoppers Zurych | Szwajcaria | Swiss Super League                   | 2     | 0      |
| 1999/00 | Grasshoppers Zurych | Szwajcaria | Swiss Super League                   | 12    | 0      |
| 2000/01 | Grasshoppers Zurych | Szwajcaria | Swiss Super League                   | 0     | 0      |
| 2001    | Lokomotiw Moskwa    | Rosja      | Rosyjska Premier Liga                | 25    | 14     |
| 2002    | Lokomotiw Moskwa    | Rosja      | Rosyjska Premier Liga                | 22    | 5      |
| 2003    | Lokomotiw Moskwa    | Rosja      | Rosyjska Premier Liga                | 0     | 0      |
| 2003/04 | Cádiz CF            | Hiszpania  | Segunda División                     | 17    | 2      |
| 2004    | Lokomotiw Moskwa    | Rosja      | Rosyjska Premier Liga                | 15    | 1      |
| 2004/05 | Niort FC            | Francja    | Ligue 2                              | 12    | 4      |
| 2005/06 | Grazer AK           | Austria    | Bundesliga austriacka w piłce nożnej | 5     | 0      |
| 2006/07 | Niort FC            | Francja    | Ligue 2                              | 16    | 2      |
| 2007    | Kaduna United       | Nigeria    | Premier League (NGA)                 | ?     | ?      |
| 2008    | Kaduna United       | Nigeria    | Premier League (NGA)                 | ?     | ?      |
|         |                     |            | Łącznie w Jupiler League             | 30    | 6      |
|         |                     |            | Łącznie w Axpo Super League          | 14    | 0      |
|         |                     |            | Łącznie w Rosyjskiej Premier Lidze   | 62    | 20     |
|         |                     |            | Łącznie w T-Mobile Bundeslidze       | 5     | 0      |

## Kariera reprezentacyjna
Karierę reprezentacyjną Obiorah rozpoczął od występów w młodzieżowej reprezentacji Nigerii U-17. W 1995 roku wystąpił z nią w Młodzieżowych Mistrzostwach Afryki w tej kategorii. W finale Nigeryjczycy co prawda przegrali z Ghaną, ale Obiorah zaimponował wielu skautom z klubów europejskich i przede wszystkim po tym turnieju zwrócił uwagę trenerów swojego pierwszego europejskiego klubu, Anderlechtu. W tym samym roku wystąpił w Młodzieżowych Mistrzostwach Świata U-17 w Ekwadorze. Tam Nigeryjczycy dotarli do ćwierćfinału. Kapitanem zespołu był właśnie Obiorah, który zdobył 2 gole w 4 meczach.
W pierwszej reprezentacji Nigerii James Obiorah zadebiutował 22 lutego 1998 roku w zremisowanym 2:2 towarzyskim meczu z Jamajką, rozegranym w Kingston. Mecz ten został rozegrany w ramach przygotowań do MŚ we Francji, na które Obiorah ostatecznie nie pojechał.
Do kadry wrócił w 2002 roku dzięki dobrej dyspozycji w Lokomotiwie Moskwa. 18 maja w meczu z Jamajką zdobył jedynego gola spotkania i został włączony do 23-osobowej kadry na MŚ w Korei i Japonii. Tam zagrał w jednym meczu – z Anglią, zremisowanym 0:0. Nigeria jednak po zdobyciu jednego punktu, nie wyszła z grupy.
Obecnie Obiorah znajduje się poza pierwszą reprezentacją, w której rozegrał 3 mecze i zdobył 1 gola.